# Imaculada (álbum)
Imaculada é o quinto álbum da cantora brasileira Alice Caymmi, lançado em 15 de outubro de 2021. Foi produzido pela própria Alice com Vivian Kuczynski.
Diferentemente do álbum anterior, em que ela interpretava canções alheias, em Imaculada o repertório é quase totalmente autoral. Trata-se do resultado de um disco originalmente concebido em 2019-2020 e intitulado Elétrika.

## Conceito
Ao falar do disco, a cantora disse que "abuso e perdão são temas que sobressaem", considerou-o autobiográfico e também "um encontro de Millennials com a Geração Z". Ela o considera um disco de pop que "vem mais ao lado do pop punk com uma pegada rock mais intensa".
Sobre o título do disco, homônimo à última faixa, Alice disse que a palavra tem uma dose de mistério: "Imaculada como? Porque? [sic] Qual a conotação? Depende do seu ponto de vista sempre."
A capa é assinada por Giovanni Bianco, que a descreve da seguinte forma: "Ela [Alice] aparece como uma santa de uma religiosidade que não existe. É bem sensual. Está vestida, mas tem muita transparência. As pessoas podem ler meio como uma Vênus de Botticelli."
No single "Serpente", Alice diz "Eu tenho o direito de me expressar/ E viver do jeito que eu quiser viver"; segundo ela, a mensagem pode ser dirigida a várias pessoas diferentes que lhe causaram dor. A cantora considerou a faixa como "autobiográfica", algo que diz não costumar fazer. Também de acordo com ela, a "mensagem final" do disco é "o perdão como uma alternativa, como escolher viver".

## Divulgação
Em 9 de outubro de 2021, Alice lançou um clipe para a música "Serpente", que ela escreveu com Maffalda, Rodrigo Gorky e Zebu. No vídeo, ela aparece seminua em algumas cenas, algo que para ela foi "libertador" após engordar 20 kg durante a pandemia de COVID-19 e achar que isso decretaria o fim de sua carreira.
O disco foi anunciado em 11 de outubro de 2021 pelas redes sociais da cantora. Traz a participação de vários artistas como a própria Vivian e Urias, Number Teddie e Mulú. Segundo Alice, ter esse time de convidados foi reflexo da convivência que ela teve com artistas durante a pandemia.

## Recepção da crítica
| Críticas profissionais | Críticas profissionais |
| Avaliações da crítica  | Avaliações da crítica  |
| Fonte                  | Avaliação              |
| ---------------------- | ---------------------- |
| Mauro Ferreira         | [ 3 ]                  |

Em seu blog, o jornalista Mauro Ferreira fez uma crítica mista ao disco, dizendo que "está longe de ser o melhor disco da cantora e compositora carioca porque expõe as fragilidades da obra autoral da artista. Mas possivelmente seja o álbum mais pessoal e o mais sincero de Alice." Ele destacou as letras sobre superação e reafirmação e considerou também que em Imaculada "Alice Caymmi tem o mérito de ser ela mesma. Pena que a grande cantora fique oculta na maioria das 10 faixas (..)."

## Faixas
| Faixas de Imaculada; autorias conforme Farol da Bahia |                                                         |                                                                            |                                   |         |  |
| N.º                                                   | Título                                                  | Compositor(es)                                                             | Produtor(es)                      | Duração |  |
| 1.                                                    | "Dentro da Minha Cabeça"                                | Alice Caymmi                                                               | Vivian Kuczynski, Maffalda, Alice | 2:51    |  |
| 2.                                                    | "Sentimentos" (com Mulú)                                | Alice, Mulú                                                                | Mulú                              | 2:32    |  |
| 3.                                                    | "Recíproco"                                             | Alice, Junior Fernandes e Zebu                                             | Zebu, Vivian, Alice               | 2:41    |  |
| 4.                                                    | "Ninfomaníaca" (com Urias, Number Teddie)               | Alice, Urias, Maffalda, Number Teddie                                      | Maffalda, Vivian, Alice           | 2:45    |  |
| 5.                                                    | "Todas as Noites" (com Vivian)                          | Alice, Vivian                                                              | Vivian, Alice                     | 2:56    |  |
| 6.                                                    | "A Lenda da Luz da Lua" (cover de "Moonlight Densetsu") | Tetsuya Komoro, Kanako Oda / versão por integrantes da banda Gaijin Sentai | Vivian, Lucas Silveira, Alice     | 2:25    |  |
| 7.                                                    | "Serpente"                                              | Alice, Maffalda, Rodrigo Gorky, Zebu                                       | Vivian, Alice                     | 2:08    |  |
| 8.                                                    | "Medusa"                                                | Alice                                                                      | Vivian, Maffalda, Alice           | 2:18    |  |
| 9.                                                    | "Confidente"                                            | Alice, Zebu                                                                | Zebu, Vivian, Alice               | 2:26    |  |
| 10.                                                   | "Imaculada"                                             | Alice                                                                      | Vivian, Alice                     | 2:52    |  |
| Duração total:                                        | Duração total:                                          | Duração total:                                                             | Duração total:                    | 25:54   |  |

## Créditos
Créditos dados pelo Farol da Bahia:
- Alice Caymmi — vocais em todas as faixas, guitarra em "Medusa"
- Vivian Kuczynski — teclados, synths e synth bass em todas as faixas exceto "Sentimentos" e "Ninfomaníaca"; guitarra em "Dentro da Minha Cabeça", "Todas as Noites", "Serpente" e "Medusa"; baixo em "Dentro da Minha Cabeça"; violão e cordas em "Medusa"
- Zebu — guitarra, synth bass, teclados e synths em "Recíproco" e "Confidente"; piano em "Confidente";
- Maffalda — teclados, synths, synth bass e cordas em "Dentro da Minha Cabeça", "Ninfomaníaca" e "Medusa"; baixo em "Dentro da Minha Cabeça" e "Ninfomaníaca"
- Mulú — teclados, synths e synth bass em "Sentimentos"
- Lucas Silveira — teclados e synths em "A Lenda da Luz da Lua":
- Antônio Neves — metais em "Dentro da Minha Cabeça" e "Serpente"

### Pessoal técnico
- Alice Caymmi — produção, arranjos, idealização
- Vivian Kuczynski — programação "beat" em todas as faixas exceto "Sentimentos" e "Ninfomaníaca"; mixagem em todas as faixas; gravação e edição das vozes em todas as faixas exceto "Imaculada", em que apenas editou
- Maffalda — programação "beat" em "Dentro da Minha Cabeça", "Ninfomaníaca" e "Medusa"
- Mulú — programação "beat" em "Sentimentos"
- Zebu — programação "beat" em "Imaculada", "Recíproco" e "Imaculada"
- Lucas Silveira — programação "beat" em "A Lenda da Luz da Lua"
- Rodrigo Gorky — gravação das vozes em "Imaculada"
- Luiz Café — masterização em "Serpente"
- Giovanni Bianco — capa[1][5][7]